# Vang Fu
Vang Fu (Wang Fu) (adott neve: Csie-hszin (Jiexin) 節信, 83 k. – 170 k.) kínai gondolkodó, filozófus a Han-dinasztia idején. Visszavonultan, remetei magányban élt és alkotott. Kora politikai és társadalmi visszásságait éles hangon bírálta főművében, az Egy rejtőzködő ember kritikájában (Csien-fu lun (Qianfu lun) 《潛夫論》), amely ugyan alapvetően konfuciánus szellemben fogant, de már tetten érhető benne a legista gondolatok felújításának törekvése.

## Élete
Vang Fu (Wang Fu) életrajzi adataival kapcsolatban nem egyértelműek a források. Születése éveként általában i. sz. 78-as, 82-es, 83-as vagy 90-es évet tüntetik fel. Ami bizonyos, hogy a Han birodalom nyugati határvidékén, a mai Kanszu (Gansu) tartomány Csenjüan (Zhenyuan) (鎮原) megyéjében született, amely a vidék gyakorta volt kitéve a barbár csiang (qiang) (羌) törzsek támadásainak.
Alacsony származása miatt – mivel csupán egy ágyas fia volt – a helybéliek lenézték. Annak ellenére, hogy jó barátság fűzte kora olyan kiváló férfiúihoz, mint például a nagybirtokos Ma Zsung (Ma Rong) (78-166; 馬融), akit a klasszikus művek első kommentátoraként tartanak számon, vagy a matematikus-költő Csang Heng (Zhang Heng) (78-139; 張衡), le kellett mondani a hivatalnoki pályáról. Társadalmi alsóbbrendűségéből fakadó hivatalnoki sikertelensége miatt sértődötten, keserűen visszavonultan élt. Remetei visszavonultságában írta meg több mint harminc fejezetes főművét is.
Halála időpontja is bizonytalan: i. sz. 163, 167 vagy 170.

## Műve és filozófiája
Csalódott elvonultságában írta meg a 36 fejezetből álló művét az Egy rejtőzködő ember kritikáját (Csien-fu lun (Qianfu lun) 《潛夫論》), amelyben éles szavakkal bírálta kora erkölcseit. A magyar származású, francia sinológus, Étienne Balázs szerint: „Vang Fu (Wang Fu) elsőrangú tanúja korának, amelyről nélküle nem sokat tudnánk. Művében, azonban, mely kora legfőbb irányzatainak konfuciánus vegyüléke, eredeti gondolatokat is találunk.”
Vang Fu (Wang Fu) esszékből álló művében gyakorta említi a „nagy béke” (taj-ping (taiping) 太平) kifejezése, amely a kínai történelemben és filozófiában ezt követően még fontos szerepet fog játszani. Vang Fu (Wang Fu) szerint a „nagy béke” akkor érkezik el, ha az emberek visszatérnek az alapvetőhöz (pen (ben) 本, szó szerint: 'gyökér', 'alap'), és elhagyják a mellékest (mo (mo) 末, szó szerint: 'ágak', 'másodlagos').
Vang Fu (Wang Fu) ideális társadalmi eszménye: a röghöz kötött parasztság, a tisztes kézművesség és a mértékletes kereskedelem, amely nem lépi túl a naturálgazdálkodás termékeinek cseréjét. Ezzel szemben saját korában azt tapasztalja, hogy: „Noha néhány család meggazdagszik, az állam mindjobban elszegényedik.”
Vang Fu (Wang Fu) felemeli szavát a kegyencrendszer ellen is a hatalmi visszaéléseik, megvesztegethetőségük, kapzsiságuk és közönyösségük miatt. Úgy véli az embereket a valódi képességeik és érdemeik szerint kellene megítélni, nem pedig a származásuk és rokoni kapcsolataik alapján.
A Csien-fu lun (Qianfu lun) egyik legérdekesebb és legértékesebb fejezete „A mértéktelen fényűzés” címet viseli. Étienne Balázs szerint „ez alapvető dokumentum a 2. századi Kína társadalmi és erkölcsi viszonyainak megismeréséhez.” Ennek lényege, hogy ha a földművelés és a másodlagos foglalkozások egyensúlya megbomlik, elkerülhetetlen az éhség, a bűnözés, a hivatalnokok kegyetlenkedése, a lázadás és végül a dinasztia bukása. Ezt összegzi úgy Vang Fu (Wang Fu), hogy: „A szegénység a gazdagságból születik, a gyengeség a hatalomból származik, a rend zűrzavart és a biztonság bizonyosságot szül.”
Vang Fu (Wang Fu) eszmerendszerében már megjelenik a legizmus felújításának gondolata is, amely a filozófusok következő nemzedékének gondolkodását is jellemzi majd. „A törvény, a jutalmak és a büntetések valóban a rend és a zűrzavar tengelye... A törvény és a rendelkezések az uralkodó zablája, gyeplője és ostora, a nép a szekere és lovai.”